# Galaxy Express 999: Eternal Fantasy
Série
Adieu Galaxy Express 999
(1981)
Pour plus de détails, voir Fiche technique et Distribution.
Galaxy Express 999: Eternal Fantasy (銀河鉄道999 エターナルファンタジー) est un film d'animation japonais réalisé par Kōnosuke Uda, sorti en 1998. 

## Synopsis
Maetel et Tetsurō repartent à bord du Galaxy Express 999 à la recherche de la planète Eternal.

## Fiche technique
- Titre : Galaxy Express 999 : Eternal Fantasy
- Titre original : 銀河鉄道999 エターナルファンタジー
- Réalisation : Kōnosuke Uda
- Scénario : Junki Takegami d'après Galaxy Express 999 de Leiji Matsumoto
- Directeur de l'animation : Takahiro Kagami
- Character Design : Takahiro Kagami
- Musiques : Kōhei Tanaka
- Société de production : Tōei Animation
- Pays d'origine : Japon
- Langue : japonais
- Format : Couleurs
- Genre : Space opera
- Durée : 54 minutes
- Dates de sortie : 7 mars 1998 (Japon)

## Distribution
- Masako Nozawa : Tetsurō Hoshino
- Masako Ikeda : Maetel
- Kōichi Yamadera : Harlock
- Noriko Hidaka : Iselle
- Yūko Minaguchi : Claire
- Kaneta Kimotsuki : Le conducteur
- Yoshiko Sakakibara : Helmazaria
- Kazuya Tatekabe : Le père d'Iselle
- Keiko Toda : Kanon
- Kiyoyuki Yanada : Bolkazanda III
- Isao Natsuyagi : Le narrateur

## Autour du film
- L'histoire est celle du nouveau cycle entamé en 1996 par Leiji Matsumoto, les tomes 15 à 18, mais la chronologie ne correspond pas. Le film se termine lors de l'arrêt sur Dai Technologia mais Hellmotheria et les Métanoïdes, alors absents du manga, sont bien présents dans l'anime.

- Des nouveaux personnages font leur apparition comme Claire, ressuscitée par une force mystérieuse, Iselle, une jeune fille qui habite Bright Ring Fire Fly avec son père, Canon, un esprit électronique qui dirige le vaisseau, ou encore Bolkazanda III, un humain patibulaire.